# ولوو سری-۳۰۰
ولوو سری-۳۰۰ (Volvo ۳۰۰ Series) یک سری خودرو است که در سال‌های ۱۹۷۶–۱۹۹۱ توسط شرکت ولوو در گوتنبورگ تولید شده‌است. طراحی آن خودروهای موتور جلو-محور عقب بوده است.